# 1798
| 1798               |
| ------------------ |
| Dødsfald - Fødsler |
| • Begivenheder     |

| Gregoriansk kalender | 1798 MDCCXCVIII         |
| Ab urbe condita      | 2551                    |
| Armensk kalender     | 1247 ԹՎ ՌՄԽԷ            |
| Kinesiske kalender   | 4494 – 4495 丁巳 – 戊午 |
| Etiopisk kalender    | 1790 – 1791             |
| Jødisk kalender      | 5558 – 5559             |
| Hindukalendere       |                         |
| - Vikram Samvat      | 1853 – 1854             |
| - Shaka Samvat       | 1720 – 1721             |
| - Kali Yuga          | 4899 – 4900             |
| Iransk kalender      | 1176 – 1177             |
| Islamisk kalender    | 1213 – 1214             |

Konge i Danmark: Christian 7. 1766-1808
Se også 1798 (tal)

## Begivenheder

### Udateret
- Liechtenstein afskaffer dødsstraffen, som det første land i verden
- Napoleon indleder sit felttog i Ægypten

### Januar
- 18. januar - Frankrig skærper krigskursen over for England. Frankrig beslutter, at alle skibe (også neutrale), der bliver opbragt af franske kaperskibe og medfører den mindste smule engelsk gods, skal prisedømmes, så både skib og ladning går tabt

### Marts
- 29. marts - Republikken Schweiz dannes

### Maj
- 26. maj - England indfører indkomstskat på indkomster over 200 pund

### August
- 2. august - Slaget ved Abukir afsluttes med afgørende britisk sejr ledet af admiral Lord Nelson, over Frankrig - og Napoleon og hans mænd spærres inde i Egypten

## Født
- Ditlev Conrad Blunck, dansk maler
- 24. december – Adam Mickiewicz, polsk romantisk digter

## Dødsfald
- 1. december – Michael Gottlieb Birckner, dansk præst, forfatter og trykkefrihedsforkæmper (født 1756).
- 12. februar - Stanislav Poniatovski af Polen, den sidste polske konge (født 1732).